# Andrea Paola
Andrea Paola Costa Prado (San Juan, 2 de marzo de 1964) es una actriz, poeta, compositora, dramaturga de piezas de teatro, productora, cantante puertorriqueña; y, directora del lesbianismo coloquial formada por la Escuela de Teatro Martins Pena.

## Biografía
Se licenció en Ciencias sociales por el centro de Filosofía y Ciencias Sociales, Universidad Federal de Río de Janeiro y por su Facultad de Educación; y, se posgraduó en Diplomacia y Negocios Internacionales, por la Facultad de la Ciudad. 
Fue profesora de humor de la Universidad Estácio de Sá, y creadora de los conceptos sociológicos: Ecología del Ser, Era de los Medios, Dictadura de la Belleza, Rutina Inevitable, Universidad del Ser, registrados en la Biblioteca Nacional y ampliamente divulgados por internet a lo largo de la década de 1980.
Es miembro de la Sociedad de Autores Teatrales, autora de la comedia adolescente Ensalada Mixta y autora de la primera adaptación teatral brasileña del clásico Pollyanna, de Eleanor H. Porter, representada durante tres años con gran éxito de crítica y público en los teatros cariocas - con la participación especial en el papel principal de Fernanda Rodrigues (Premio Coca-Cola - actriz revelación) Gisele Policarpo y Fernanda Noble.
[cita requerida]
Participó como actriz de algunas telenovelas de Rede Globo, como Brega & Chique (Vulgar y refinada), Pacto de Sangre, Luna Llena de Amor y Tieta de Agreste, de Agnaldo Silva, Ricardo Linhares y Ana Maria Moretshon, en la cual fue considerada actriz revelación por su actuación como el personaje Araci - una empleada de Perpetua  (Joana Fomm).
Tuvo composiciones de su autoría grabadas por Alfredo Karam (Destino de la Cruz) y Renato Tierra (Toda Madrugada, incluida en la banda sonora de la telenovela Selva de Piedra; y Armação, tema de un episodio de la serie Armação Ilimitada, ambas de Rede Globo) y en su sencillo Híbrida Music.
En 2012, fue jurado de largometrajes.

## Obra
- Armação (con Renato Tierra)
- Destino de la Cruz (con Alfredo Karam)
- Toda Madrugada (con Renato Tierra)
- Híbrida Music (álbum)